# Scarpetta Ordelaffi (vescovo)
Scarpetta Ordelaffi (... – Forlì, 31 ottobre 1402) è stato un vescovo cattolico italiano.

## Biografia
Era figlio di Francesco II Ordelaffi, signore di Forlì, e di Cia Ordelaffi Ubaldini.
Ricopriva a Bologna la carica di rettore del ginnasio dei giuristi, quando il 1º marzo 1391 venne nominato vescovo di Forlì grazie all'interessamento del suo parente, Pino II Ordelaffi, signore di Forlì. Costui, morto nel 1402, desiderò che tenesse le chiavi della fortezza, senza doverle cedere a Cecco, che era odiato da molti. Il popolo di Forlì fu inizialmente a lui favorevole, ma parteggiò poi per Cecco, credendo che alla morte del vescovo la città passasse nelle mani dello Stato della Chiesa. Scarpetta cedette la fortezza ed accettò Cecco come signore di Forlì. Il 24 agosto 1402 il vescovo venne assalito nella sua residenza dai masnadieri di Cecco, che ordinò venisse rinchiuso nella rocca di Ravaldino, dove morì forse avvelenato il 31 ottobre.